# SOKIBUS-F
SOKIBUS-F czyli Skonsolidowany Opolski Klub Istot Białkowych Uprawiających Science-Fiction – był pierwszym  klubem fantastyki w Opolu. Poza niekonwencjonalną nazwą znany był z nowatorskich pomysłów.
Klub powstał w maju 1983 roku w "Musiałówce" (kawiarnia w budynku Towarzystwa Przyjaciół Opola, nazywana tak na cześć Papy Musioła). Pierwszą siedzibą był Wojewódzki Dom Kultury w Opolu, pierwszym prezesem Klubu była Agnieszka Makowska.
Klub zorganizował pierwszy polski Kabaret SF. Tworzył go zespół: Piotr Gociek, Janusz Onufrowicz, Andrzej Krawczyk. Premierowy występ Kabaretu SF miał miejsce na pierwszym Polconie w 1985 roku w Błażejewku k. Poznania i wzbudził zdumienie widowni do tego stopnia, że organizatorzy Silconu natychmiast zakontraktowali podobny występ na Silconie/Polconie w roku 1986. Jeden z twórców tego kabaretu Janusz Onufrowicz został później zawodowym aktorem (znanym np. jako policjant Jasio w serialu "Złotopolscy"). Na Polconie 86 w Katowicach SOKIBUS-F zaprezentował m.in. wystawę plansz komiksowych Andrzeja Krawczyka.
W 1986 roku Klub przeprowadził się na Zaodrze. W tym czasie, kiedy prezesem Klubu został Tadeusz Meszko, rozpoczęto działalność wydawniczą – ukazały się pierwsze ziny ("Blade Runner", "Gwiazda Neutronowa"). Pod redakcją Piotra Goćka przystąpiono do tworzenia kolejnego zina, który początkowo miał się nazywać "Nega Nega", a ostatecznie od jednego z tekstów zapożyczył nazwę "Dobry Jaśko" i z fanzina SF przekształcił się w artzin, o czym jego twórcy nie wiedzieli, ponieważ nie istniało jeszcze wówczas w Polsce pojęcie artzina. Wydany drukiem na początku 1989 roku, już nie pod szyldem SOKIBUS-F lecz Pierwszej Opolskiej Grupy Działań Depresyjnych (POGADD) "Dobry Jaśko" jest jednym z pierwszych artzinów w Polsce. Opublikowano w nim m.in. utwory nieznanego jeszcze wtedy Jacka Podsiadły.